# Stilleven met schelpen en herfsttijloos
Stilleven met schelpen en herfsttijloos is een schilderij door de Noord-Nederlandse schilder Balthasar van der Ast in het Centraal Museum.

## Voorstelling
Het stelt een stilleven van schelpen voor op een stenen plint met rechtsonder een herfsttijloos, een bolgewas waarvan de bloem lijkt op die van een krokus. De schelpen (eigenlijk slakkenhuizen) kunnen worden geïdentificeerd als, van links naar rechts: een Conus pennaceus, een Murex (Murex) ternispina, een Conus capitaneus, een Phyllonotus pomum, een Chicoreus brunneus en een grote agaatslak. De schelpen kwamen van ver. De eerste en de vijfde schelp komen uit het Indopacifisch gebied en de vierde uit de Caraïben. De zesde 'schelp' is van een Afrikaanse landslak. Om het stilleven te verlevendigen beeldde de schilder linksonder een wesp af en rechtsboven een aasvlieg.

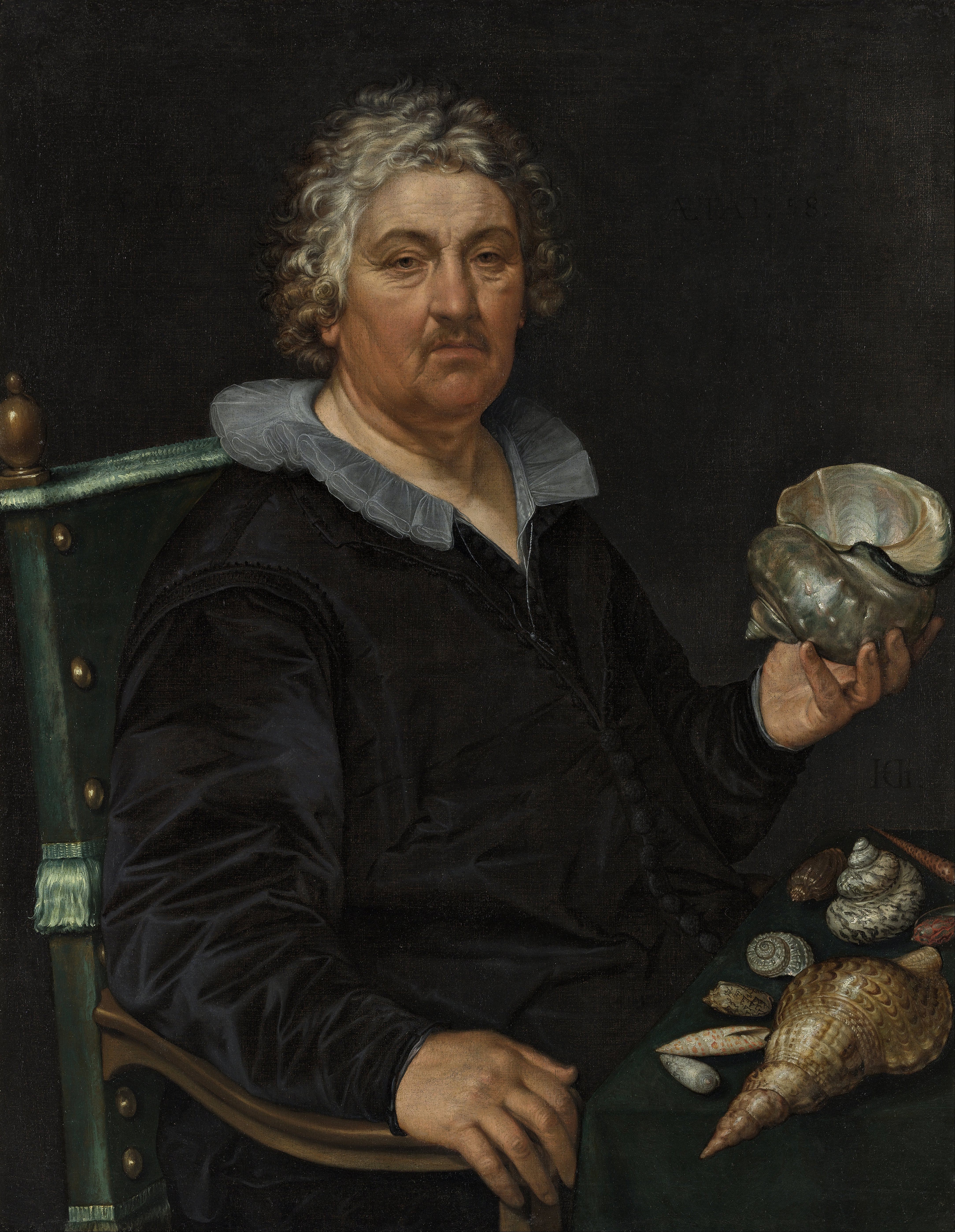
Hendrick Goltzius. Portret van Jan Govertsz. van der Aer. 1603. Rotterdam, Museum Boijmans Van Beuningen.

In de 17e eeuw verzamelden rijke Europeanen allerlei voorwerpen voor hun kunst- en rariteitenkabinetten. Deze voorwerpen zijn in drie categorieën te verdelen: artefacta, antiquitates en naturalia. Binnen de categorie naturalia waren schelpen zeer populair. Vooral voor exotische schelpen betaalden verzamelaars hoge bedragen. Een bekende schelpenverzamelaar in de Nederlanden was de Haarlemse verzamelaar Jan Govertsz. van der Aer. Hij was zo trots op zijn schelpenverzameling dat hij zich drie keer – één normaal portret door Hendrick Goltzius en twee portraits historiés door Cornelis Cornelisz. van Haarlem – met zijn schelpen liet afbeelden. Deze populariteit bracht vroeg-17e-eeuwse schilders op het idee ze te schilderen. Om de schelpen zo natuurgetrouw weer te geven legden sommige schilders zelf een schelpenverzameling aan. In de boedelinventaris uit 26 oktober 1649 van Catharina Eliot en haar man, de schilder Jacob Marrel, bijvoorbeeld, wordt onder het kopje ‘van verffen ende andere gereetschappen tot de schilderkonst behoorende’ een aantal ‘horentgens’ vermeld.
De stillevenschilder Balthasar van der Ast heeft ongeveer 200 schilderijen op zijn naam staan. Hiervan hebben minstens 125 schilderijen schelpen als hoofd- of bijwerk. Van der Ast schilderde in totaal zo'n 10 'echte' schelpenstillevens. Het exemplaar in het Centraal Museum is een van de kleinste van deze groep.

## Toeschrijving en datering

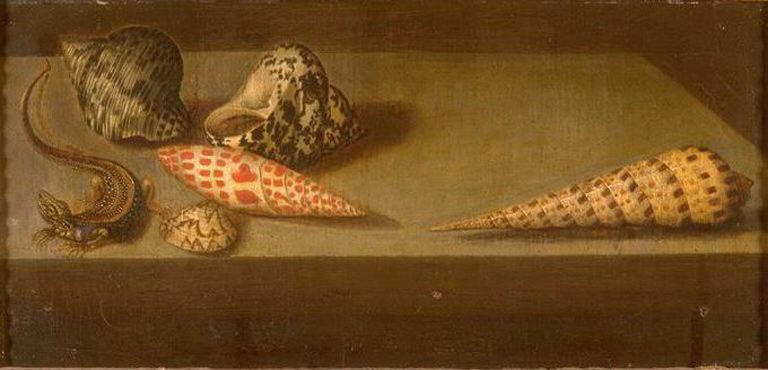
Balthasar van der Ast. Stilleven van schelpen met een hagedis. Sint-Omaars, Musée de l'hôtel Sandelin.

Het schilderij is middenonder gesigneerd ‘·B·vander·Ast·’. Hij schilderde het vermoedelijk aan het eind van de periode dat hij in Utrecht woonde (1619-1632). Tot het begin van de jaren '20 zijn zijn werken vaak gedetailleerd en vullen het hele beeldvlak. Composities als deze – sterk vereenvoudigd en met een monochroom-grijze achtergrond – komen voor 1625 niet voor bij Van der Ast.

## Herkomst
Het werk was omstreeks 1941 in het bezit van de Amsterdamse kunsthandelaar Jan Dik jr. Op 31 mei 1944 werd het door de makelaar Erhard Göpel in Den Haag via veilinghuis Dorotheum in Wenen verkocht aan de Linzer Sammlung, een kunstverzameling aangelegd door Adolf Hitler voor het op te richten Führermuseum in Linz. Na de oorlog werd het werk als roofkunst door de geallieerden in beslag genomen en in 1946 overgedragen aan de Nederlandse overheid. Deze bracht het onder bij de Stichting Nederlands Kunstbezit, een voorloper van de Rijksdienst voor het Cultureel Erfgoed. In 1953 werd het in bruikleen gegeven aan het Groninger Museum en in 1988 aan het Centraal Museum.